# 闊闊出 (泰兀特氏)
阔阔出（?—?），泰兀特氏（泰赤乌部），尼伦蒙古泰兀特的属部别速惕部人，为铁木真的母亲诃额仑养子。
铁木真在战场上捡的无家可归的孩子，交给母亲诃额仑作为养子。四养子分别是曲出（蔑儿乞人）、阔阔出（泰赤乌人）、失吉忽图忽（塔塔儿人）、博尔忽（主儿乞人）。后来阔阔出在大蒙古国建立后，成为千户长。成吉思汗将他的千户给了诃额仑和铁木哥斡赤斤，阔阔出成了他们的辅弼大臣。阔阔出在蒙古开国功臣里排名第十八。
《新元史》将他和马夫阔阔出混淆，马夫阔阔出跟随札木合叛附克烈部王罕。王罕失败，其子桑昆逃到川勒之地，没有水。马夫阔阔出和妻子随桑昆觅水，马夫阔阔出偷了桑昆的马逃走，其妻留金盂在路上，给桑昆饮水。马夫阔阔出归铁木真，铁木真怒其反覆无常，杀了马夫阔阔出，改嫁马夫阔阔出的妻子。

## 传記資料
- 余大钧译注《蒙古秘史》
- 《新元史》卷一百二十六·列传第二十三